# Pseudopsolus macquariensis
Pseudopsolus macquariensis is een zeekomkommer uit de familie Cucumariidae.
De wetenschappelijke naam van de soort werd in 1897 gepubliceerd door A. Dendy.